# 古代コリントス
コリントス（コリントス、希: Κόρινθος、英: Corinth）は、古代アテーナイとスパルタの間にあり、ギリシア本土とペロポネーソス半島を結ぶコリントス地峡に位置する都市国家（ポリス）であり、商工業ポリスとして繁栄した。日本語ではコリントと呼び習わされる。古代の都市コリントス（古代コリントス）と現代の都市コリントスがあり、19世紀の大地震の後に都市コリントス（ネア・コリントス、希: Νέα Κόρινθος）が建設されている（位置は異なる）。ペロポネーソスの内外の要衝にあり、古くから交易で栄えたコリントスは、ギリシア有数の都市国家を形成し、紀元前400年の人口は約9万人であったといわれる。
紀元前146年にローマがコリントスを破壊し（コリントスの戦い）、紀元前44年にその場所を植民地にすると、紀元前27年より南ギリシアを支配した属州アカイア（アカヤ）の州都となった。
キリスト教において、コリントスは新約聖書に使徒パウロの「コリント人への手紙第一」や「コリント人への手紙第二」がよく知られほか、コリントスは「使徒の働き」（使徒行伝）の使徒パウロの宣教旅行（第2・3回伝道旅行）にも記される。
1896年以来、アテネ・アメリカ古典学研究所により実施されている発掘調査により、古代都市コリントスに関する多くの知見が明らかになっている。この古代コリントスの遺跡および考古学博物館は、現在、ギリシア文化省により管理されている。

## 歴史

### 先史時代
コリントス湾よりアクロコリントス（標高575m）の北麓に向かう古代コリントスの段丘で発見された新石器時代（紀元前6500-3250年）初期からの土器（陶磁器〈セラミックス〉）により、少なくとも紀元前6500年ごろにはヒトの居住が認められ、初期ヘラディック（青銅器時代）II（初期ヘラス文化第II期、紀元前2500-2200年ごろから）、さらに中・後期ヘラディック期（-紀元前1100年ごろ）にかけて継続的な居住がみられる。そしてヘラディック期を通してコリントス地域は、交易の中心地であったことがうかがえるとともに、ミュケーナイ時代（紀元前1600-1100年ごろ〈後期ヘラス文化第I-III期〉）には海運の要地であった。ホメーロスは『イーリアス』にあるアガメムノーンの「軍船の表」において、コリントスを「豊かに富む（富みたる）」と形容している。
ミュケーナイ時代にはイオニア人がコリントスに居住していたが、紀元前11世紀、恐らくはアルゴスより侵入したドーリス人が支配するようになった。これによりドーリス人の遠征を指揮したヘーラクレイダイ（「ヘーラクレースの後裔」の意）でヒッポテースの子のアレーテースが、コリントス地峡のエピュライア（エピュラ）と呼ばれた地にコリントスを建設したともいわれる。

### 創建伝説
2世紀のパウサニアースが記録した伝承によれば、海神ポセイドーンと太陽神ヘーリオスが領土を争い、仲裁に入ったヘカトンケイル（百手の巨人）のブリアレオースが、地峡（イストモス）一帯をポセイドーンに与え、背後の丘陵（アクロコリントス）をヘーリオスのものとした。
紀元前8世紀中ごろ（紀元前740年ごろ）のエウメーロスの叙事詩『コリントス物語（コリンティアカ〈Corinthiaca〉）』によれば、ヘーリオスは、子のアイエーテースにコリントスを与え、アイエーテースがコリントスを離れる際に、自身もしくは子や婿（子孫）が戻るまで、ブーノスに託したといわれる。そしてブーノスが死去すると、エポーペウスが継承した。
パウサニアースによれば、この小王国は、ゼウスの子ともいわれたコリントスによると伝えられる。ヘーリオスの子孫でエポーペウスの子マラトーンが、父の強権による乱行からアッティカに逃れていたが、エポーペウスが死去すると帰還し、ペロポネーソスの支配権を子のシキュオーンとコリントスに分配して以来、エピュラの地はコリントスと呼ばれるようになったという。コリントスの古名エピュラ（エピュライア）の由来は、ティーターン神族オーケアノスとテーテュースの娘であるエピュラ（エフュラ〈エピュライア〉）によると伝えられる。
その後、都市を創設したコリントスは、子孫をもうけないまま死去したため、コリントス人はメーデイアを招請し、メーデイアと婚姻を結ぶイアーソーンが王位に就いたといわれる。王妃メーデイアは子を得るも、その度に、子を不死の存在にしようとすぐにヘーラーの聖所（土の下）に隠してしまった。しかしついにイアーソーンに見つかると、メーデイアはその試みが誤りであったことを悟るが、イアーソンは許すことなくイオールコスへと去ってしまう。また、メーデイアもコリントスをシーシュポスに譲って去ったといわれる。これに関して、ギリシア神話『ビブリオテーケー』によれば、シーシュポスがコリントス（古名エピュラ）を創建したとしている。

### アルカイック期

#### 寡頭政
暗黒時代といわれる紀元前11世紀前後（初期鉄器時代）を経て、紀元前8世紀にポリス（都市国家）が形成され、コリントスは、アレーテースから5代目の王となるバッキスにより、紀元前8世紀中ごろ、ドーリス人貴族バッキアダイ（バッキス氏族）が支配する貴族制（寡頭制）となった。そして紀元前8世紀後半、紀元前734年にシシリア島東岸に植民市シューラクーサイ（シラクサ）を建設し、紀元前733年ごろにはケルキューラ（コルフ島）に入植した。バッキアダイの寡頭支配は、紀元前747-657年にかけて90年間続いた。この間、紀元前700年のコリントスの人口は、少なくとも5000人に上った。そして寡頭支配体制により、バシレウス（国王）でなく、バッキアダイ200人余りから毎年プリュタニス（長官）1人を選出し統治された。

#### 僭主政

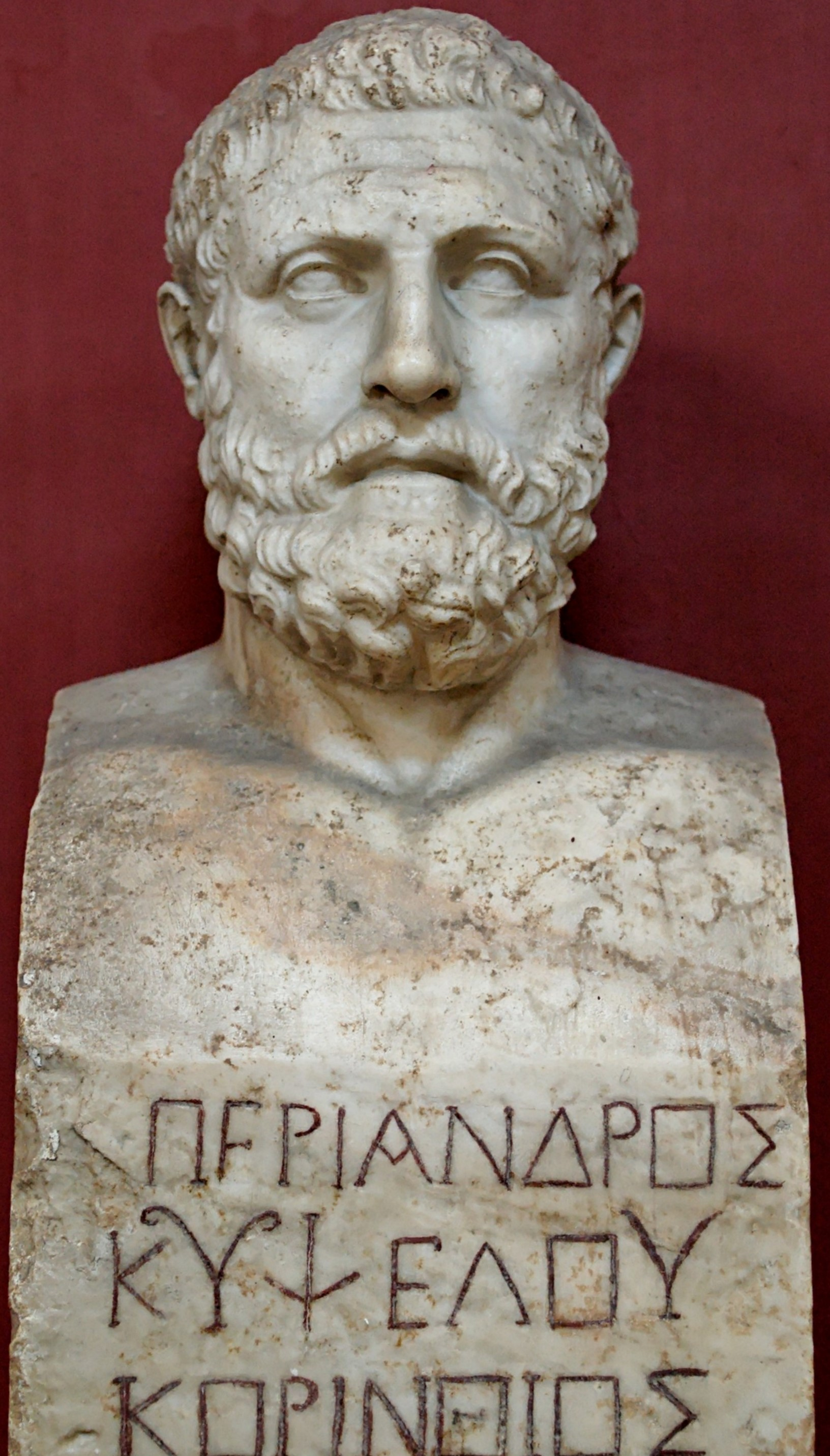
ペリアンドロス「コリントスのキュプセロスの子ペリアンドロス」の胸像（ローマ時代〈4世紀〉の複製）

紀元前7世紀の第3四半期（紀元前657年）、エーエティオーンの子のキュプセロスは、デルポイの神託により吉兆の託宣を受け、コリントスの統治に乗り出した。そして政権を掌握すると、バッキアデスを追放し、コリントス人の財産を奪い、多くのコリントス人を殺した。初代僭主キュプセロス（在位紀元前657-628年〈前655-625年〉ごろ）の治世は30年間におよび、紀元前640年ごろにはデルポイの聖域に宝庫を建立している。
キュプセロスに継いで子のペリアンドロス（在位紀元前627-587年〈前625-585年〉ごろ）は商業・貿易を拡大し、ギリシア北西部に植民地を建設した父キュプセロスの政策に倣って、アムブラキア、シューラクーサイ、アナクトリオンのほかに、ポティダイア、アポローニア、エピダムノス（ドゥラス）といった植民市を創設し、エピダウロスやケルキューラを支配下に収めた。ペリアンドロスはギリシア七賢人の1人とされる。コリントス地峡を横断するディオルコス（運搬路）は、ペリアンドロスの治世のうち（紀元前600年ごろ）に構築されたといわれる。
80歳で亡くなる僭主ペリアンドロスの治世は40年間におよぶが、後継者と考えた子のリュコプロンがケルキューラで殺害されたため、死後、甥のプサメティコスが継承するも、間もなく僭主制を維持できずに倒され、再び寡頭制に移行した。
伝承によればキュプセロスがポセイドーンを讃えて創設したというイストミア競技会が、紀元前584年（前580年）よりパンヘレニック競技会（全ギリシアの大会〈四大大会〉）として、コリントス地峡（イストモス）において開始された。また、コリントスのアポローン神殿は、僭主制が倒されたすぐ後（6世紀中ごろ）に建立されたと推定され、現在に残存する神殿は紀元前530年ごろのものとされる。その紀元前6世紀中ごろより、ペロポネーソス半島のスパルタと各ポリスとのペロポネーソス同盟（紀元前550-366年ごろ）が結ばれていった。

### 古典期

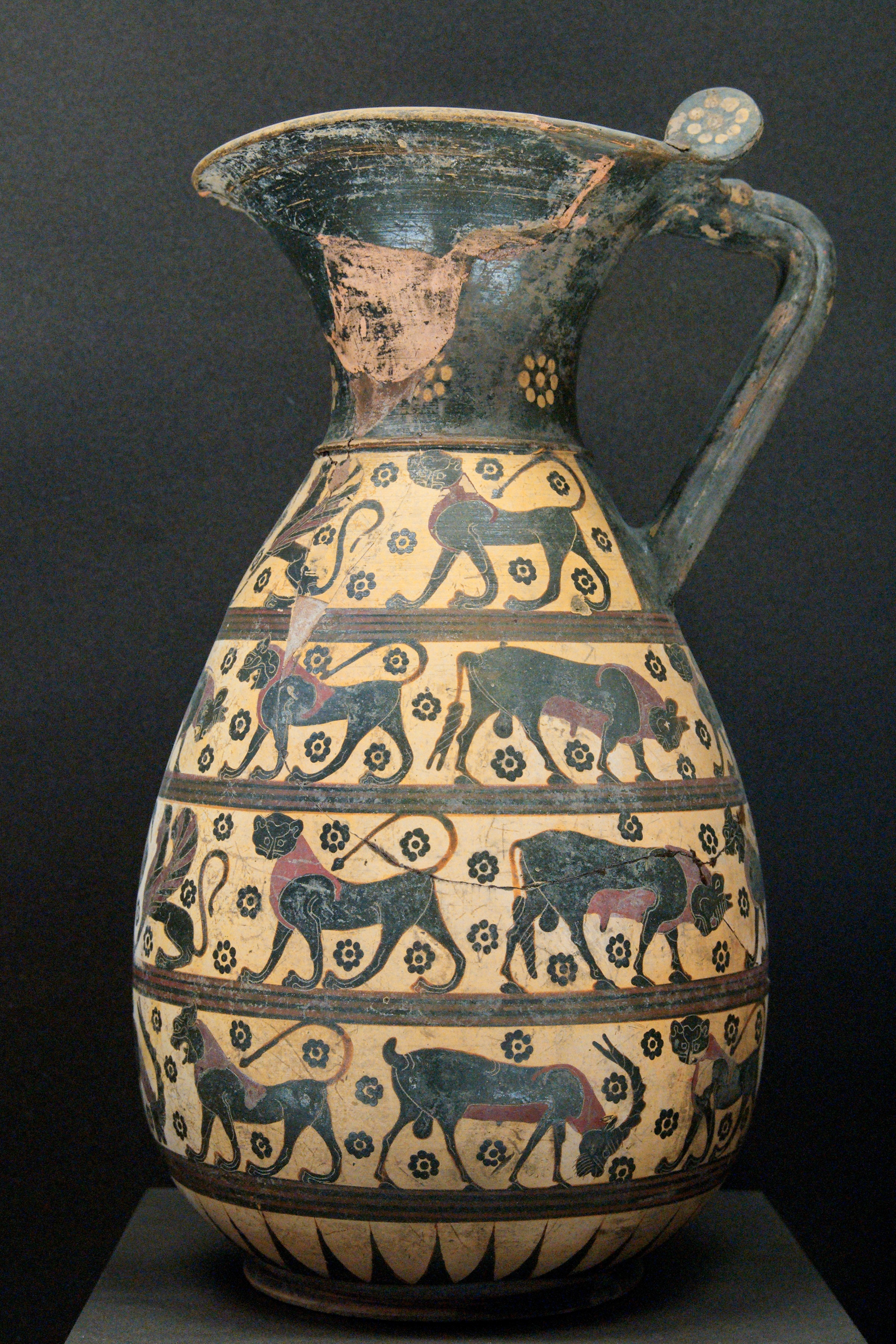
コリントス陶器（オルペ）、紀元前7世紀第3四半期（前640-630年ごろ）

前古典期より商業都市として繁栄したコリントスは、コリントス産陶器をギリシア世界に広く輸出していたが、紀元前6世紀中ごろのアッティカ産陶器の興隆とともに、紀元前6世紀末には地中海貿易もアテーナイが優位になった。とりわけペルシア戦争（紀元前499-449年）において、紀元前480年のペルシア王クセルクセース（在位紀元前486-465年）のギリシア侵攻の際、ギリシアの諸ポリスはコリントス地峡で会議を開き、ペルシアに対抗するのためスパルタを中心に同盟（ヘラス同盟）を結んだが、このうちアテーナイがサラミースの海戦により戦功を収めたことで躍進し、プラタイアの戦い（紀元前479年）で同盟軍がペルシア軍に勝利すると、紀元前478-477年にはアテーナイを盟主とするデロス同盟が結成された。
紀元前461年、コリントスと対立するメガラがペロポネーソス同盟を離脱し、アテーナイのデロス同盟に参加して支援を得たことで、コリントスとアテーナイとの関係が悪化した。紀元前460年には、アテーナイがペロポネーソス半島東部に侵攻し、この時はコリントス軍が勝利したが、以降、アテーナイのデロス同盟とスパルタのペロポネーソス同盟との間で、第一次ペロポネーソス戦争（紀元前460-445年）と呼ばれる一連の戦闘が勃発した。

#### ペロポネーソス戦争
スパルタとアテーナイの対立が激化するなか、紀元前435年、コリントスとその植民市ケルキューラの内紛（エピダムノスの紛争）により海戦に至った。そしてアテーナイがケルキューラの求めに応じて軍船10隻を派遣したことを発端に、シュボタの海戦、ポティダイアの戦いなど、コリントスとアテーナイとの抗争は、スパルタのペロポネーソス同盟陣営とアテーナイのデロス同盟陣営におけるペロポネーソス戦争（第二次ペロポネーソス戦争、紀元前431-404年）へと発展した。

#### コリントス戦争
紀元前404年、アテーナイの降伏による戦争終結の後、スパルタはアテーナイに代わるギリシア世界の覇権をもくろんだが、コリントスやテーバイ（テーベ）が反発し、これにアテーナイも加わった。また、スパルタを警戒するペルシアが反スパルタ勢力を支援するとともに、紀元前395年にはアルゴスも加わり、スパルタに対する戦争が起こった。この戦いの場所が主にコリントス地峡周辺であったためコリントス戦争と称される。この戦争は、紀元前386年、スパルタは使節をペルシア王（アルタクセルクセス2世、在位紀元前404-358年）のもとに送り、「大王の和約」（スパルタ使節の名から「アンタルキダスの和約」とも）が結ばれたことで終息した。

### ヘレニズム時代
ギリシア北方のマケドニア王ピリッポス2世（フィリッポス2世、在位紀元前359-336年）が、紀元前338年のカイローネイアの戦いでアテーナイとテーバイの率いるギリシア連合軍を破り、ギリシア征服を果たした。その同年冬から紀元前337年には、コリントスの地にスパルタを除いた全ギリシア諸国の代表を招集し、マケドニアの覇権のもとにコリントス同盟（ヘラス同盟）を結成した。そして紀元前336年よりペルシア遠征を図ったピリッポス2世が同年暗殺されると、子のアレクサンドロス3世（在位紀元前336-323年）が即位し、コリントス同盟の諸ポリスの動乱を平定した。
アレクサンドロス3世の急死後、後継者（ディアドコイ）戦争において、紀元前302年、アンティゴノス1世と子のデメトリオス1世はコリントスでヘラス同盟を結成したが、アンティゴノスは紀元前301年のイプソスの戦いで敗死した。
アンティゴノス朝マケドニアの成立の一方で、ペロポネーソス半島北部において紀元前280年に再編されたアカイア同盟が勢力を拡大すると、紀元前243年には将軍（ストラテゴス〈strategos〉）であったシキュオーンのアラトスが、コリントスのアクロコリントスを占領した。

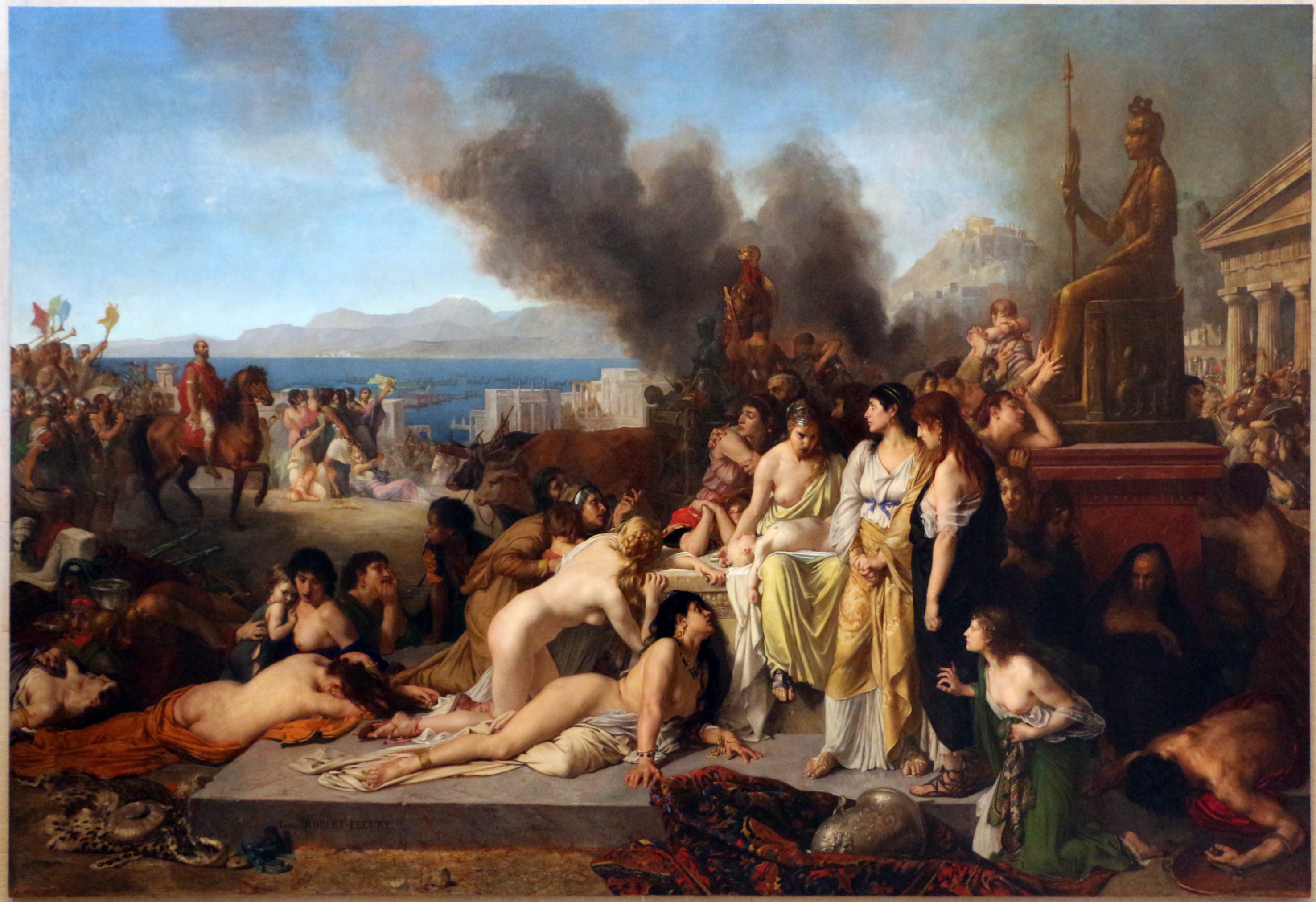
コリントス最後の日（トニー・ロベール＝フルリ作、1870年代）

紀元前3世紀末よりローマがギリシア世界に進出し、紀元前197年、キュノスケファライの戦いでマケドニアに対し勝利を収めると、戦いを終結させた共和政ローマの執政官（統領）フラミニヌスが、翌紀元前196年、コリントス（イストモス）のイストミア祭においてギリシアの自由を宣言した。そして南ギリシアの諸都市は、ローマのもとにアカイア同盟を保持した。紀元前2世紀、アカイア同盟はフィロポイメンの指揮のもとで拡大し、紀元前192年にスパルタを加盟させ、翌紀元前191年にはエーリスとメッセーネー（メッセニア）を併合してペロポネーソス半島を統一した。コリントスはこの全ペロポネーソスのアカイア連邦における中心都市であったが、紀元前146年、マケドニアを解体して属州にしたローマは、同年、コリントスの戦いでアカイア同盟を破り、都市コリントスはローマ軍により徹底的に破壊された。ローマの執政官ルキウス・ムンミウスは、コリントスの男を殺し、女や子供を奴隷として売り払い、美術品の価値を理解しないままローマに送った。そしてアカイア征服の功績により「アカイクス」の称号が与えられた。

### ローマ時代

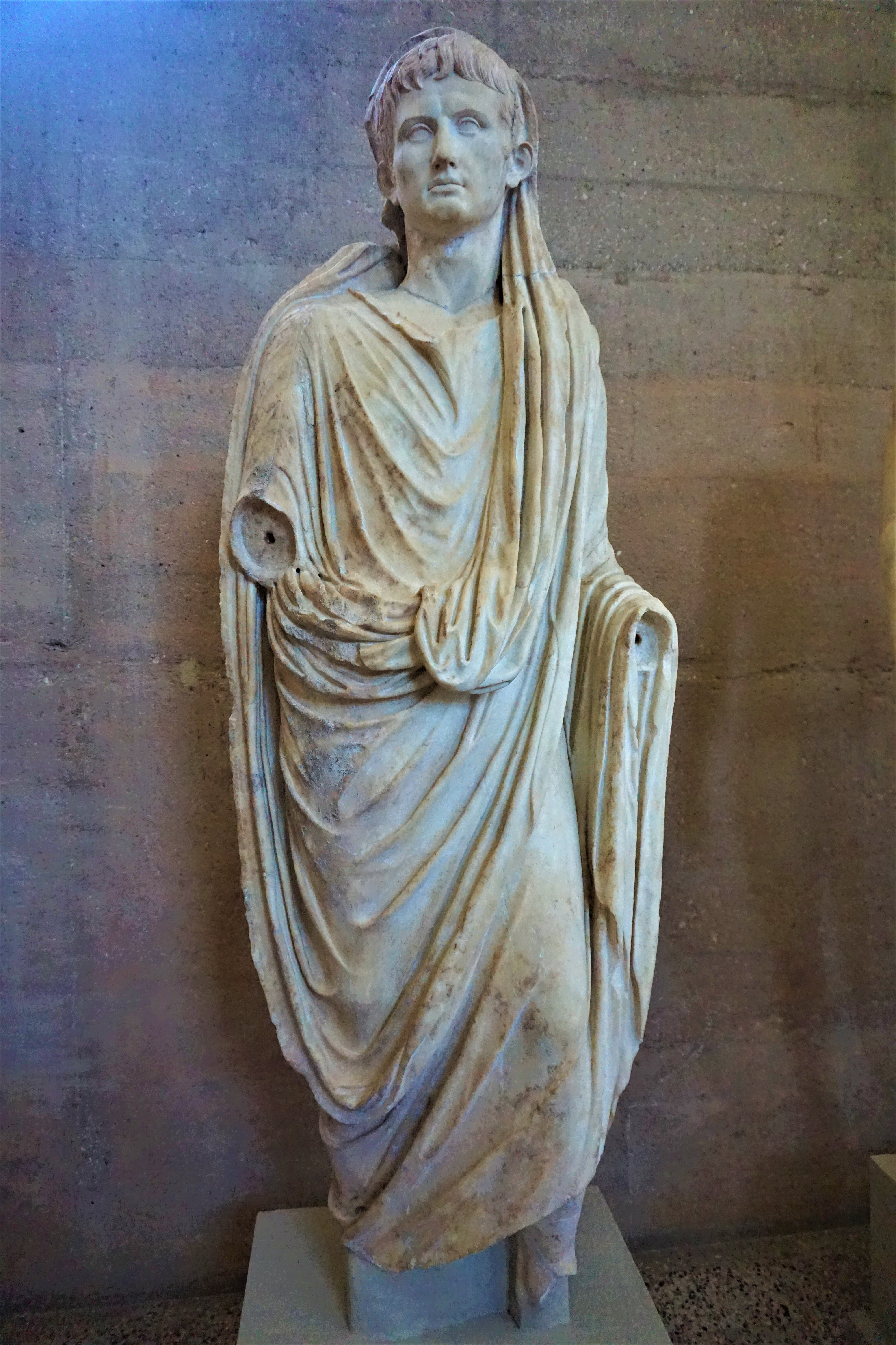
皇帝アウグストゥス像
コリントスのユリウスのバシリカより（古代コリントス考古学博物館所蔵）

ローマ軍による破壊からおよそ100年後の紀元前44年、ユリウス・カエサルは暗殺される少し前に、コリントスをローマの植民市（コロニア）として再建することを決め、後継者のオクタヴィアヌス（後の初代皇帝アウグストゥス、在位紀元前27-後14年）により、コロニア・ラウス・ユリア・コリンティエンシス (Colonia Laus Iulia Corinthiensis)として復興し、紀元前27年には南ギリシアを支配するローマ属州アカイア（アカヤ）の州都となった。
第4代皇帝クラウディウス（在位紀元41-52年）の時代までに、コリントスにはローマ植民市の様相を呈する建築が急速に増設されていた。商業都市コリントスは、ギリシア人、ラテン人、シリア人、アジア人、エジプト人、ユダヤ人らが混在する大規模な国際都市であった。また、割合は不詳ながらも古代ローマ世界における多くの奴隷や解放奴隷がいたことがうかがえる。

#### 使徒パウロ
コリントスは新約聖書に記され、多くは使徒パウロの宣教活動に関連する。コリントスの教会はパウロにより創設されたと伝えられる（使徒18章1-8節）。パウロが第2回伝道旅行の際、アテーナイを経由して初めてコリントスを訪れたのは、紀元50年秋-52年春ごろ（50-51/52年）で、1年半滞在している（使徒18章11節）。セネカの兄ガリオがアカイア（アカヤ）属州総督（プロコンスル）であった52年ごろ（52-53年）、パウロは反発するユダヤ人に訴えられたが、ガリオはパウロの活動を黙認したという（使徒18章12-16節）。 
パウロはコリントスで、その後一緒に旅をするプリスキラとアクラ夫妻と初めて知り合い、彼らとともに天幕作りに従事しながら、パウロは安息日ごとに会堂（シナゴーグ）へと赴いた（使徒18章2-3節）。そしてシラスとテモテが、パウロと分かれて以来、ここで再会したことで、パウロは宣教活動に専念するようになった（使徒17章14節、18章5節）。パウロの手紙のうち、最初の書簡とされる「テサロニケ人への手紙第一」は、紀元50年ごろ、このコリントス滞在の際に記された。
パウロがコリントスの教会と交わした書簡のうち、2つの書簡、すなわち第3回伝道旅行におけるエペソス（エペソ〈エフェソ〉）からの「コリント人への手紙第一」（コリント I 16章8節）および同じくおよそエペソスで記されたと考えられる「コリント人への手紙第二」が今日に残る。パウロはこの時、アシア属州の州都エペソスに2年間滞在したとされ（使徒19章10節）、それは紀元53-55年と推定される。そして第1書簡はエペソス滞在半ばの54年ごろのものであろうといわれる。また、複数の書簡からなる（分割仮説）とも考えられる第2書簡は、54-55年ごろ、エペソスもしくはマケドニアで記されたものと推定される。パウロはエペソスを出発し、トローアスを経てマケドニアに行き、55年のうちに再びコリントスに来ると、冬の3か月間滞在した（使徒20章2-3節）。当時、コリントスの教会は、アポロやペテロが来たことで分派争いが生じていた（コリント I 1章10節-・3章・11章17節-）。また、パウロはコリントス滞在中、エルサレムへと出立する前の55-56年ごろに「ローマ人への手紙」を記したと推定される。

### 中世ビザンツ時代以降
4世紀後半、コリントスは375年に大地震に見舞われ、395年にはアラリクス（在位395-410年）率いる西ゴート族の侵略により破壊された。その後、5世紀初頭ないし6世紀中ごろ、ヘキサミリオン壁と新しい市壁が構築されたが、521年（521/2年）や551年の大地震によりコリントスは甚大な被害を受けた。
800-1210年ごろまで、コリントスは東ローマ（ビザンツ）帝国のペロポネーソス地方の州都であったが、1210年、十字軍のジョフロワ1世・ド・ヴィルアルドゥアンにより占領された。その後、1394年からのオスマン帝国のギリシア侵攻のなか、1395年、東ローマ帝国が一時アクロコリントスを回復したが、1458年にはオスマン帝国に侵略された。そして1687-1715年のヴェネツィア領（ヴェネツィア領モレア）の時代の後、再びオスマン支配となり、1821年からのギリシア独立（1821-1830年）まで続いた。

### 発掘調査

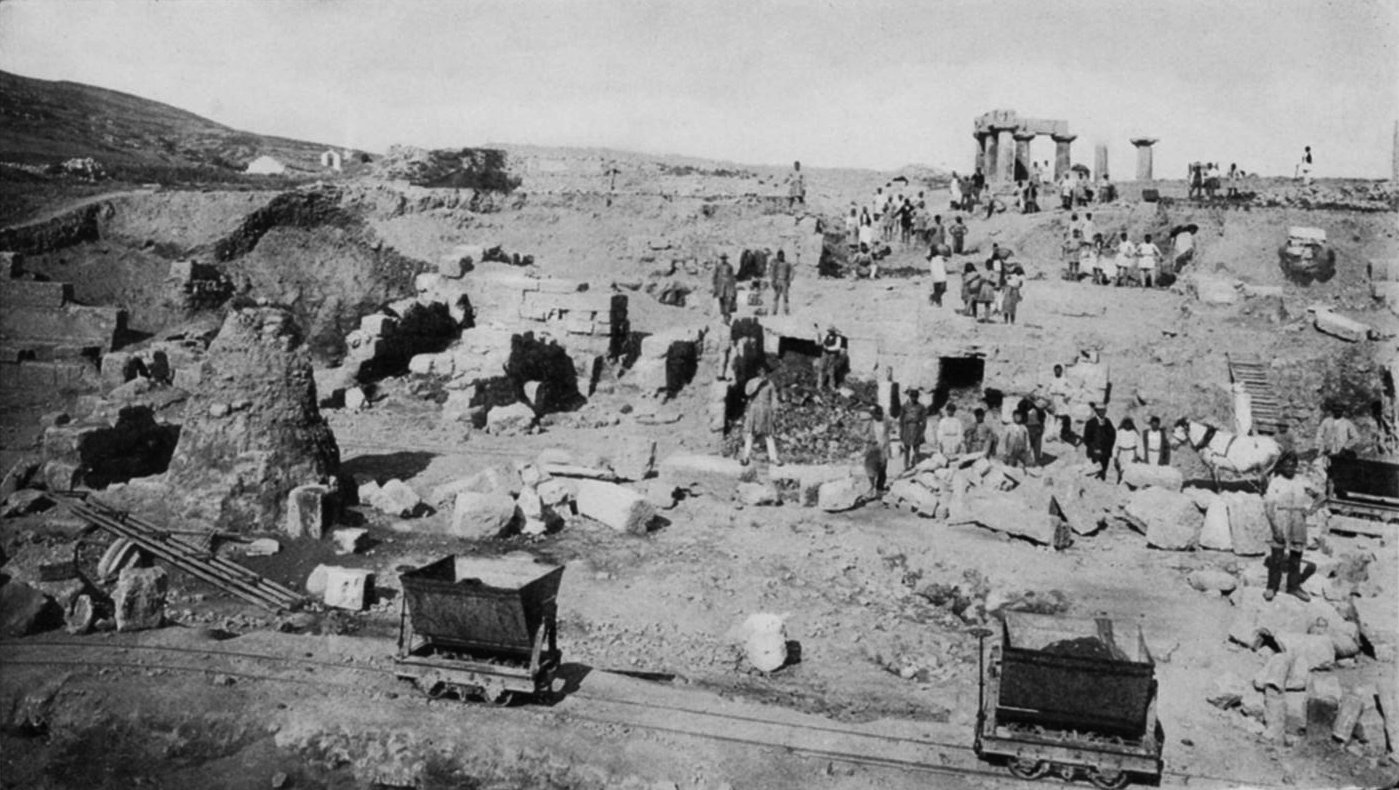
1898年の古代コリントスの発掘現場

ギリシア独立後、1858年の大地震の被災により新しい都市が建設された。1896年、その旧市街に位置した古代コリントスの大規模な発掘調査が在アテネ・アメリカ古典学研究所により開始され、今日に継続される。この古代都市の主な発掘は、旧コリントス市街地に残存する6世紀中ごろのアポローン神殿地域を中心として広域に実施されている。
第二次世界大戦前、当初の発掘を指揮したアメリカの考古学者バート・ホッジ・ヒルにより、1898年、ペイレーネーの泉が発見され、続くカール・ブレゲンのほか、オスカー・ブロニアーらによりコリントス遺跡の発掘調査研究は進展した。続いて中心部一帯の掘削調査が1925-1940年ごろに行われ、ローマ劇場やフォルム（アゴラ）区域の発掘作業が進められた。
コリントスの発掘調査は、ヘンリー・S・ロビンソン（在任1959-1965年）の後、チャールズ・K・ウィリアムズ2世（在任1965-1997年）がコリントス専属の初代所長に就任するとともに、調査研究における変革がもたらされ、ガイ・D・R・サンダース（在任1997-2017年）に引き継がれていった。

## 遺跡

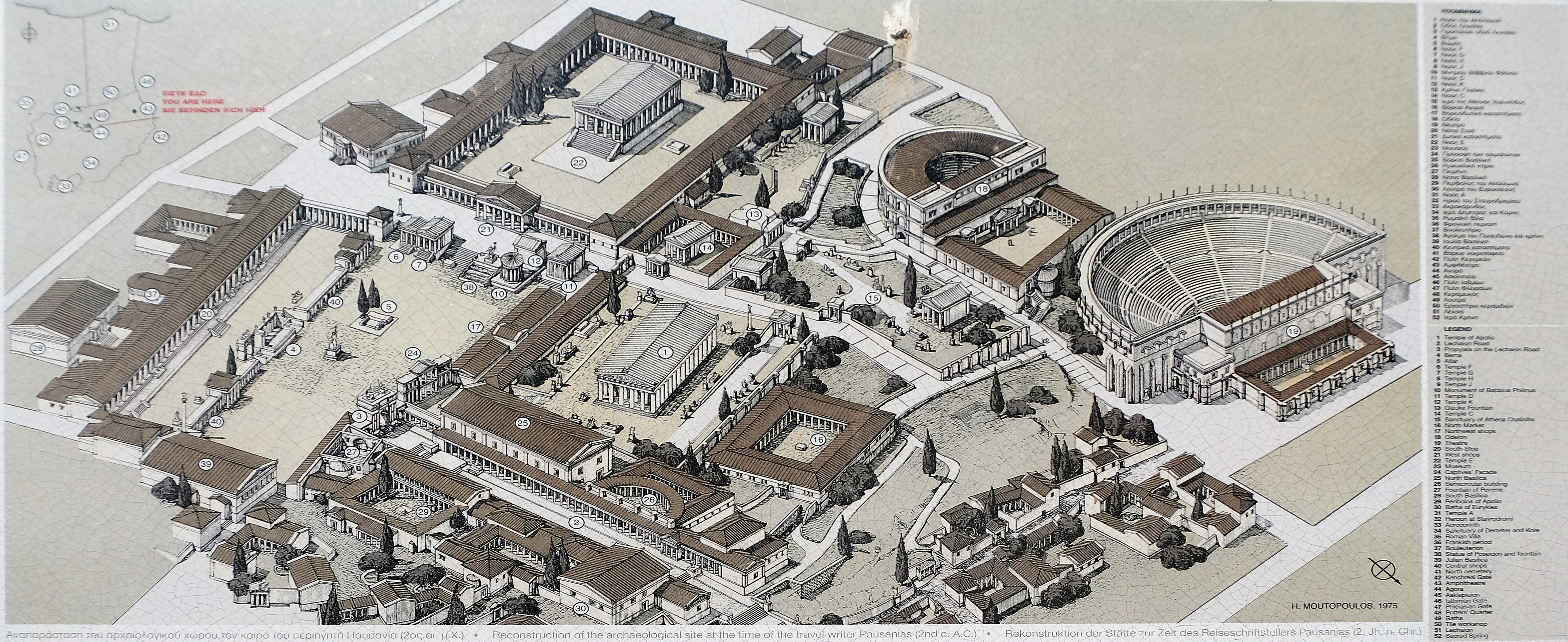
古代コリントス考古遺跡の復元図

古代コリントスの考古遺跡（平面図）
アルカイック期（紀元前8-前6世紀）
古典期（紀元前5-前4世紀）
ヘレニズム時代（紀元前3-前1世紀）
ローマ（支配）時代（紀元前1世紀-）
現代
----
1. アポローン神殿 2. オクタヴィア神殿 3. 神殿C 4. アゴラ 5. ベーマ 6. 神殿H・J・K・D 7. 神殿F・G 8. 北西柱廊 9. 南柱廊 10. ブーレウテーリオン 11. 南バシリカ 12. ユリウスのバシリカ 13. ペイレーネーの泉 14. グラウケーの泉 15. レカイオン通りのバシリカ 16. 劇場 17. オデイオン 18. 北アゴラ 19. 半円形建物（ローマ時代の市場） 20. アポローンの聖所 21. レカイオン通り 22. 考古学博物館

古代コリントスの主な遺跡は、アクロコリントスの北麓、アポローン神殿の周辺より数多く発掘されている。今日に見られるそれらの遺跡は、ローマがアカイアの中心都市コリントスを破壊したことから、アポローン神殿などを除いて多くはローマ支配時代からのものである。

### アポローン神殿

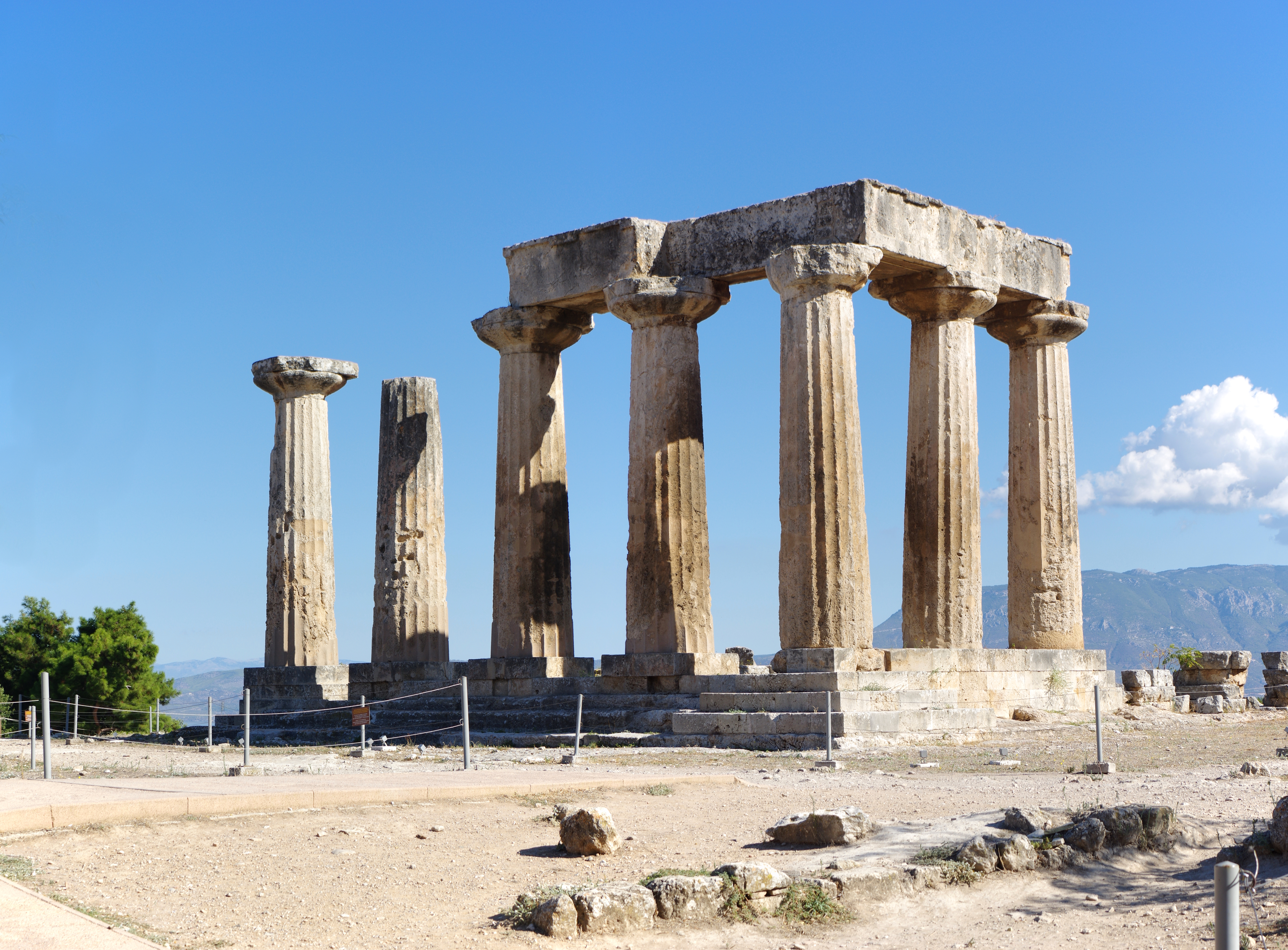
アポローン神殿

アポローン神殿は、アルカイック期の6世紀中ごろ（紀元前560-540年ごろ）に建立された。ペロポネーソス地方およびギリシア本土最初期のドーリス式石造神殿の1つである。

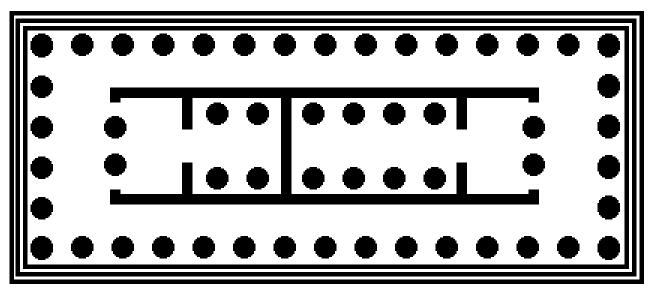
アポローン神殿の平面プラン図

今日に残るアポローン神殿は、紀元前7世紀中ごろ（紀元前7世紀初頭-前6世紀初頭）にアポローン・ピューティオスを祀ったともいわれるかつての神殿があった段丘（テラス）上に構築された。
周柱式（周翼式、ペリプテロス式）神殿で、4段の基壇の床面（ステューロバテース）は、長径58.82メートル (193 ft)、短径21.49メートル (71 ft) で東西に長く、長辺15本、短辺6本の太いドーリス式円柱38本に囲まれた。このうち7本（西側5本と続く南側の2本）が残存する。円柱は高さ7.2メートル (24 ft)、直径最大1.8メートル (6 ft) で、全て石灰岩の一石柱（モノリス）によるものであり、その太い円柱上にドーリス式の大きな柱頭部（エキノス）が突出する。
アルカイック期には、神殿の立つ段丘の東南端に設けられた広い階段により、下方のアゴラ（広場）中央と接続されていた。神殿は東向きで、東西両端に入口（プロナオスとオピストドモス）があり、内陣（セラ）は隔壁により2つに分かれ、それぞれ2列の円柱があった。2世紀のパウサニアースの『ギリシア案内記』によれば、祭神アポローン像は青銅像であったとされる。一説には、アポローンの青銅像は西側の狭い内陣に祀られ、それ以前は黄金象牙像であったとし、また、東側の広い内陣には木彫祭神像（ゾアノン）を安置したともいわれる。

### オクタヴィア神殿

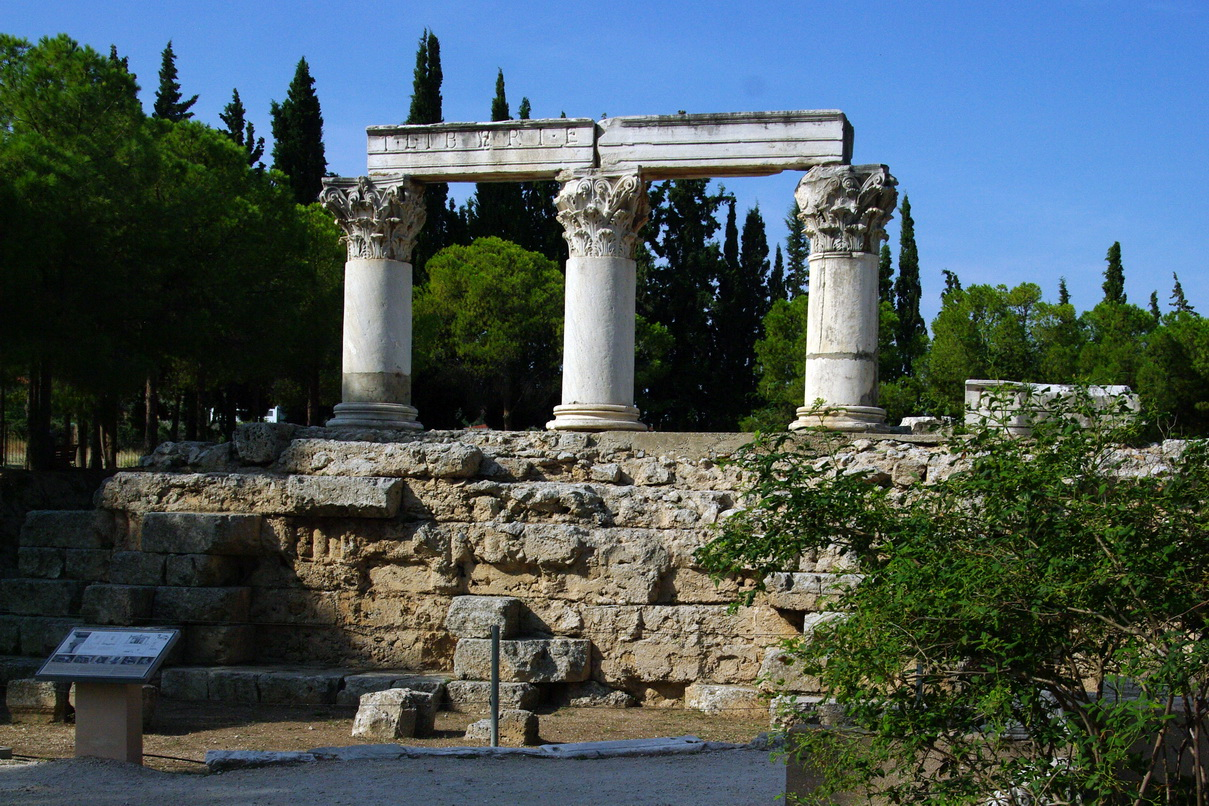
オクタヴィア神殿の再建されたコリントス式円柱

神殿E。オクタヴィア神殿に比定される。カエサルの後継としてコリントスを復興した皇帝アウグストゥス（オクタヴィアヌス）の姉オクタヴィアの神殿で、この神殿は当初、アウグストゥスの死後間もない1世紀初頭に建立された。3段の基壇床（クレピドマ）は、およそ長径44メートル (144 ft)、短径23.5メートル (77 ft) とされ、東正面（ファサード）に石灰岩のドーリア式円柱6本が並ぶ神殿を、背後の西壁と南北の柱廊が囲んでいた。その後、1世紀後半に改築され、高さ3.4メートル (11 ft) の基壇上に、二柱式（イン・アンティスの入口（プロナオス）を備えて、長辺12本、短辺6本のコリントス式周柱を施した大理石による神殿が構築され、周囲に柱廊が巡らされた。今日は、基壇の遺構上に、本来よりはるかに低い円柱3本が、柱上帯（アーキトレーブ）を支えるようにコリントス式柱頭を復元している。

### 神殿C
神殿Cを比定する有力な史料はなく、祭神は不明である。ドーリス式、前面四柱式の古代ローマの神殿で、3段の基壇床（クレピドマ）は、長径約19メートル (62 ft)、短径11.3メートル (37 ft) であった。東向きで、三方（北・南・西）は列柱で囲まれ、境内の西端はグラウケーの泉におよんだ。アウグストゥス時代後期に建立され、後に前柱や列柱を備えたと推定されるが、遺構の保存状態は良くない。

### 西テラス神殿群
ローマ時代のフォルム西端に認められる神殿群は、1-2世紀にかけて、当時のフォルムよりおよそ1.8メートル (6 ft) 高い段丘（テラス）に構築された。これらの神殿の遺構は南から北方向に向かって神殿F・G・H・J・K・Dとされる。
神殿Fは、ウェヌス・ウィクトリクスもしくはウェヌス・ゲネトリークスの神殿といわれる。アウグストゥス時代の初期に建立され、ペディメントの断片にウェヌスの文字が刻まれていた。ウェヌス・ウィクトリクスはカエサルの守護女神で、ウェヌス・ゲネトリークスは、ユリウスやクラウディウス氏族の祖先とされる。神殿Gは、クラロスのアポローンの神殿もしくは皇帝崇拝の神殿で、神殿Fと同時代かティベリウス（在位14-37年）の時代初期のものといわれる。
神殿Hは、ヘーラクレースの神殿と推定されるもので、コンモドゥス（在位180-192年) の治世に建立された。神殿Jは、ポセイドーンの神殿と推定されアウグストゥス時代末期に建立されたポセイドーンの泉に代わり、これもコンモドゥスの治世に建立された。
神殿Kは、1世紀前半に建立されたものとされるが、2世紀後半に解体され、わずかな遺構が認められるのみである。神殿Dは、パウサニアースの記すテュケー（フォルトゥーナ）の神殿とされ、北西柱廊に近い西テラスの北端にあり、この神殿も1世紀前半に建立されたと推定される。

### ベーマ

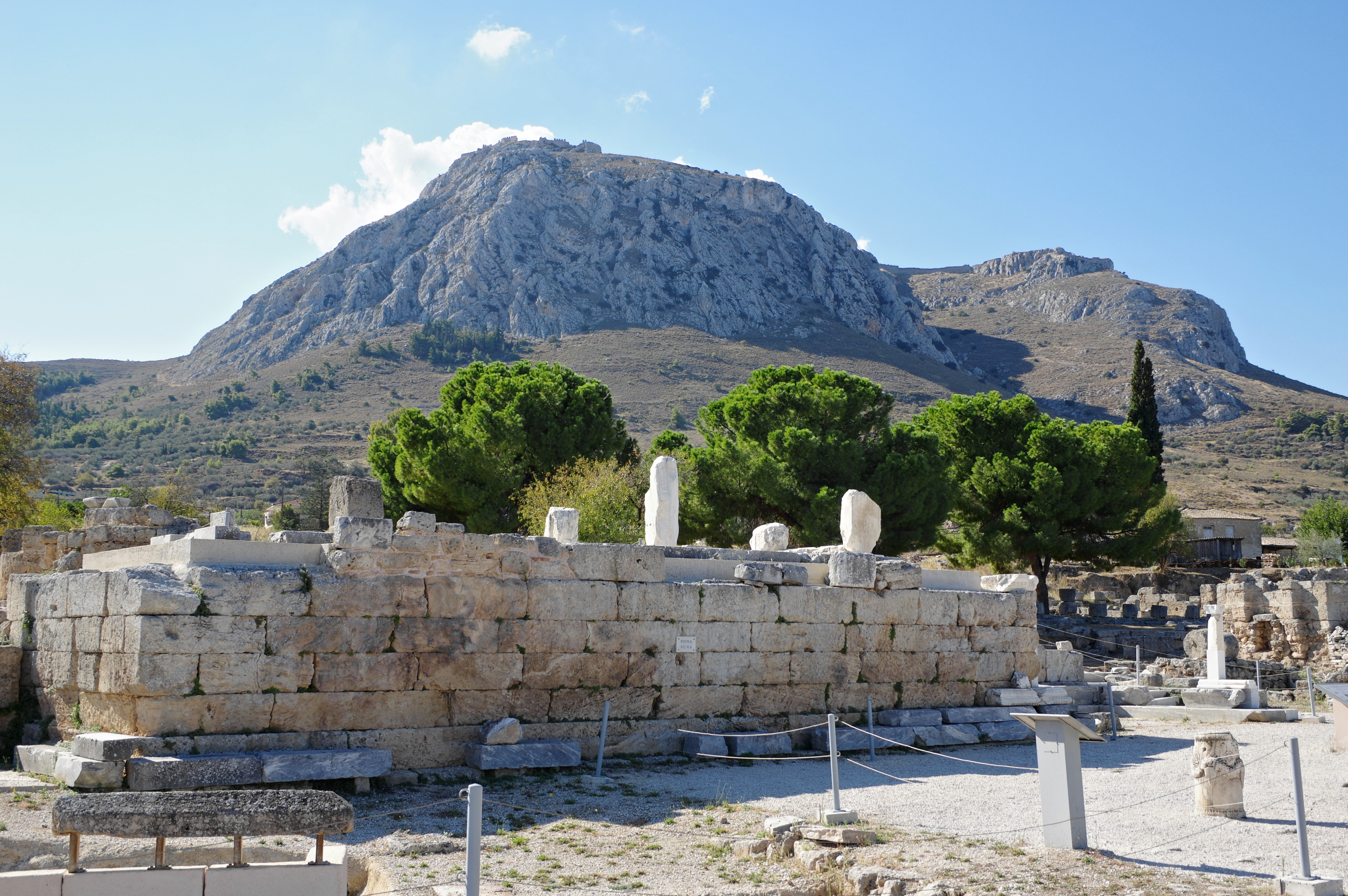
ベーマ（演壇）

アゴラ（ローマ時代のフォルム、広場〈東西160m、南北95m〉）に位置するベーマは、1世紀中ごろの大理石による構造物で、長径15.6メートル (51 ft)、短径7.2メートル (24 ft) の基壇上に構築された。公的儀式の場であり、コリントスにおける属州総督（プロコンスル）の演壇（ロストラ）であった。古代ギリシア語のベーマ（古希: βῆμα〈bēma〉）は、新約聖書にある「裁きの座」にあたり、ここはパウロがユダヤ人に引き立てられた法廷（英: judgment seat、裁き壇〈使徒18章12・16-17節〉）であったとされる。使徒パウロとの関係から、ビザンツ時代にはベーマの遺構上にキリスト教会が構築され、11-12世紀に改修された。現在はベーマの一部が修復されている。

### 北西柱廊

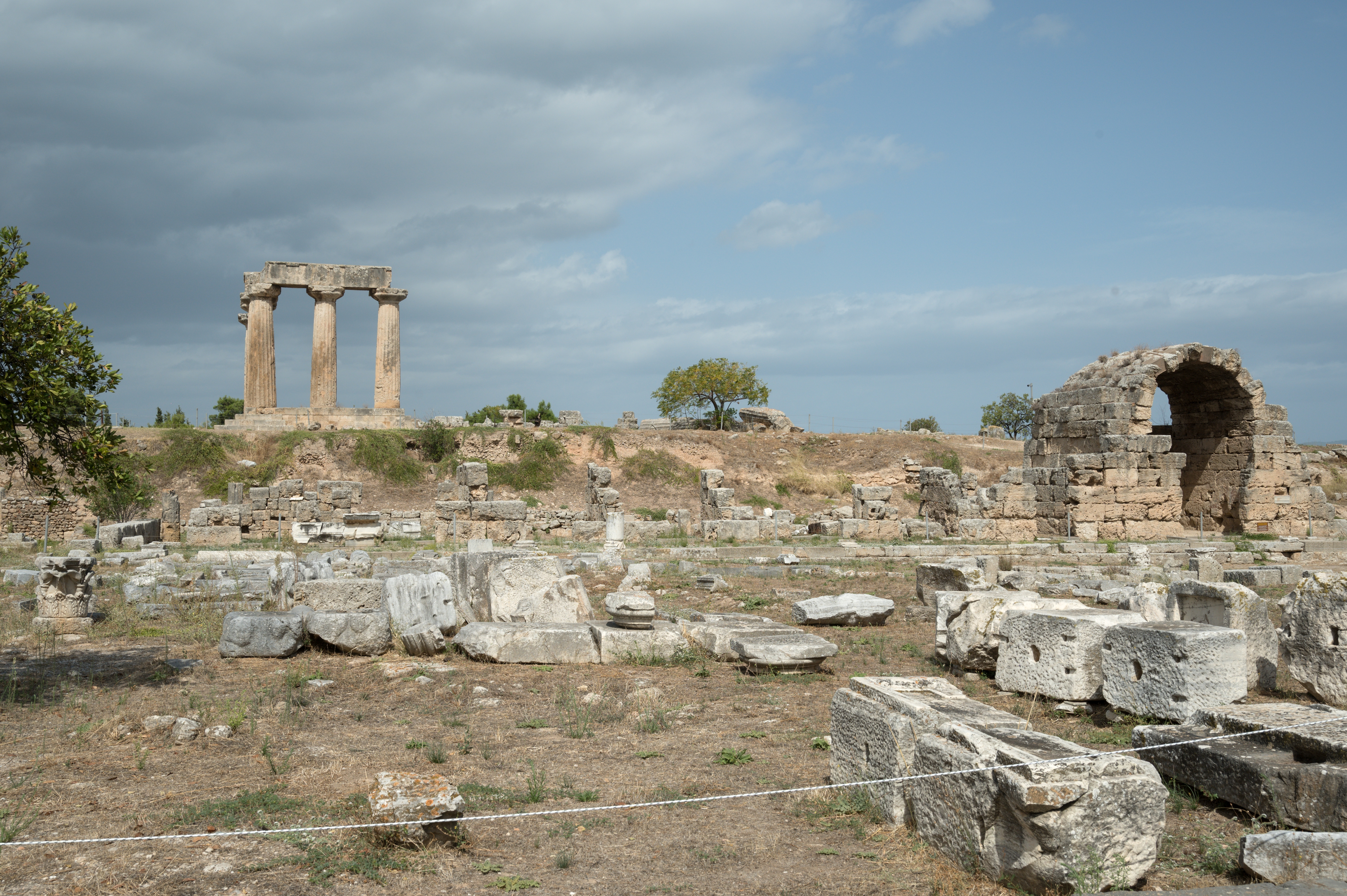
北西柱廊と北西店舗の遺構（西側）

北西柱廊は、アウグストゥス時代にアゴラ（フォルム）の北西、ヘレニズム時代の小さい柱廊のあった場所に構築された。東西の長さ約101メートル (331 ft)、奥行き9メートル (30 ft) で、アポローン神殿の段丘南壁に平行して南面が開いた柱廊の外側にドーリス式の列柱47本があり、内部にはイオニア式列柱20本があった。また、西端の階段の基礎により2階建ての構造物であったと思われる。
前面には北西店舗の遺構がある。1世紀後半に構築されたもので、中央部の石造房室の円形天井（ヴォールト）が残存し、両側に7つの店舗の遺構が並ぶ。北西店舗の建造の後、北西柱廊は倉庫の用途を担ったものと考えられる。

### 南柱廊

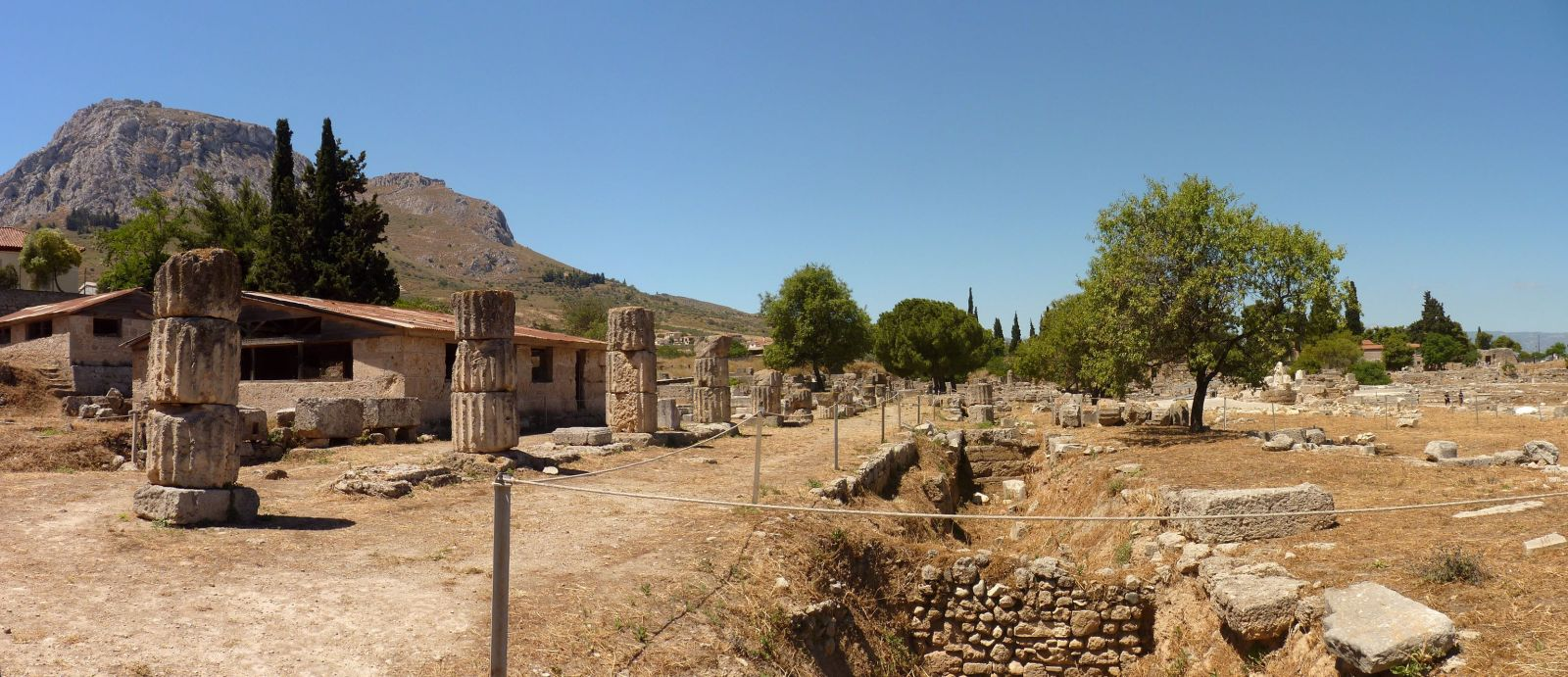
南柱廊

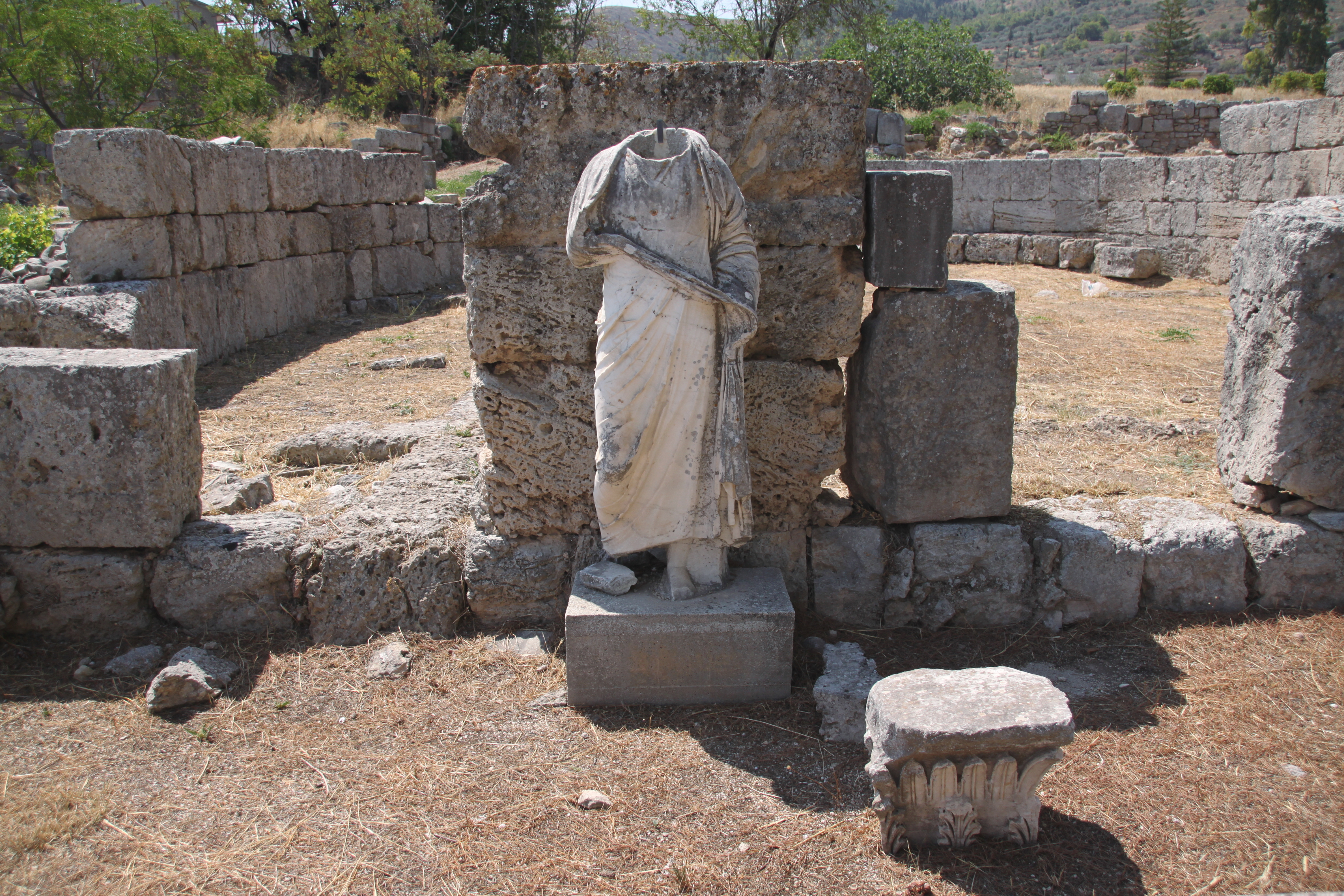
ブーレウテーリオン

南柱廊は、ヘレニズム時代の紀元前3世紀の第1四半期（紀元前300年ごろ）に構築された大柱廊で、長さ約165メートル (541 ft)、幅25メートル (82 ft)。正面（ファサード）にドーリス式列柱が71本、内部にはイオニア式列柱34本が並んでいた。開いた柱廊入口の背後は2階建てで、上階は不明ながらも33室が並び、2室を除き前室に井戸があり、出土した陶器や送水路などからも飲食店であったといわれる。ローマ時代には改築され、ローマ式便所（ラトリン、latrine）、浴室、馬蹄形のブーレウテーリオン（評議会場）、泉館（英: fountain house）、それに南バシリカへの入口などの増築された遺構が認められる。

### 南バシリカ
南柱廊のすぐ南に位置する南バシリカは、1世紀の第2-3四半期に構築され、第4四半期に修繕された。入口には二柱式（イン・アンティス）のコリントス式円柱があり、外壁は幅約38.5メートル (126 ft)、奥行き23.5メートル (77 ft)。内壁は幅26.1メートル (86 ft)、奥行き11.8メートル (39 ft) で四方にペリスタイルのコリントス式列柱を備えた。バシリカは2層構造で、列柱廊の下層に保管用の地下回廊（クリプトポルティクス〈cryptoporticus〉）があった。

### ユリウスのバシリカ

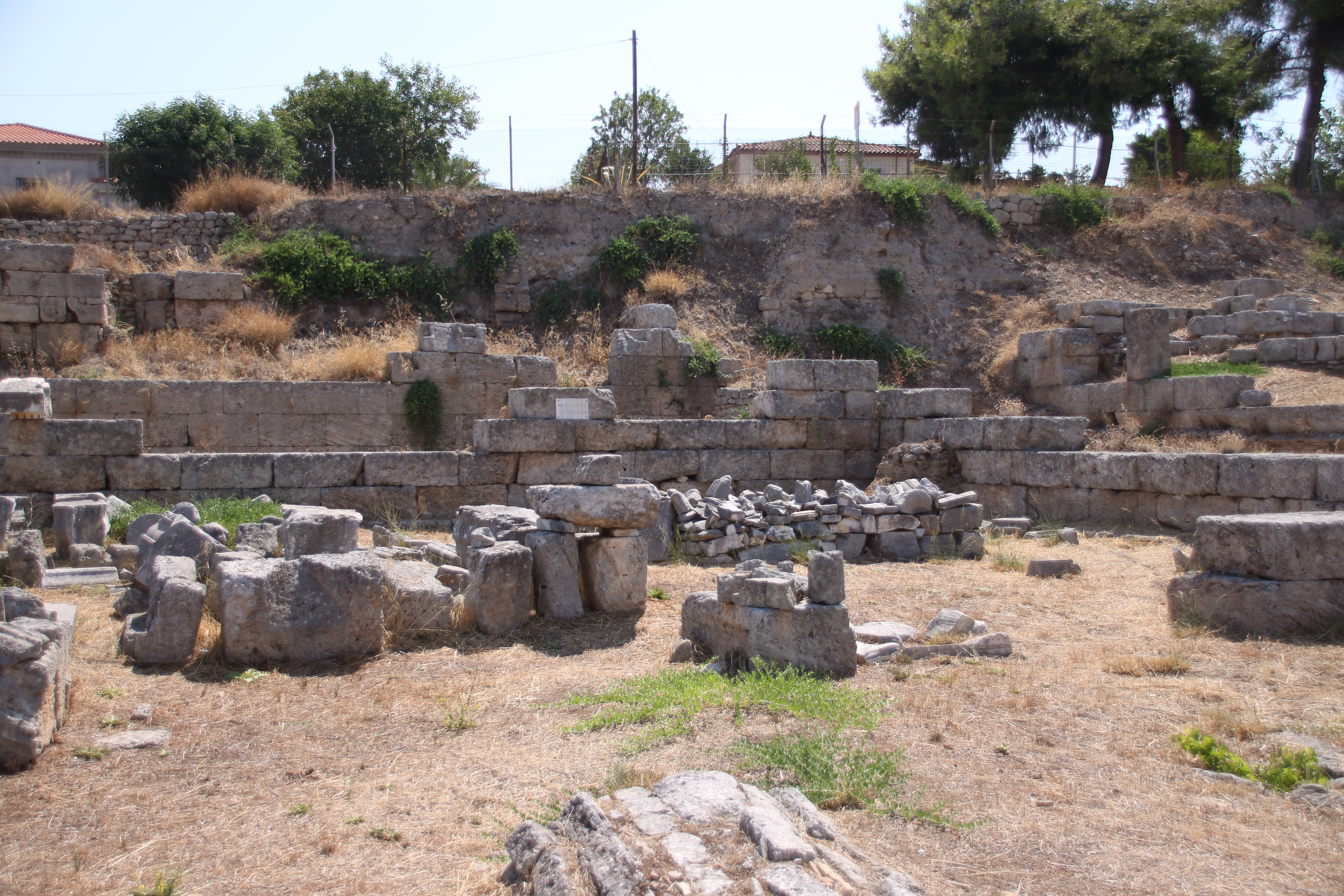
ユリウスのバシリカの遺構東端

ユリウス家のバシリカは、アゴラ（フォルム）の東端に位置する。1世紀初頭、当初、地元の石灰岩（ポロス石）により構築された。2層構造で、上層にペリスタイル列柱廊、下層に地下回廊があった、外壁は幅約38.4メートル (126 ft)、奥行き23.6メートル (77 ft)、内部の列柱廊は幅約26.7メートル (88 ft)、奥行き11.8メートル (39 ft) で、主郭の床から天井までの高さは約10.4メートル (34 ft)であったとされる。内部からはアウグストゥスおよびガイウス・カエサル、ルキウス・カエサルなどの肖像が発見されている。1世紀中ごろ（第2-3四半期）には、内部に大理石の外装が施され、一部は、皇帝アントニヌス・ピウス（在位138-161年）時代の改修の際に再使用された。その後、4世紀後半の地震により倒壊すると、バシリカの部材はほかの建設資材に再利用された。

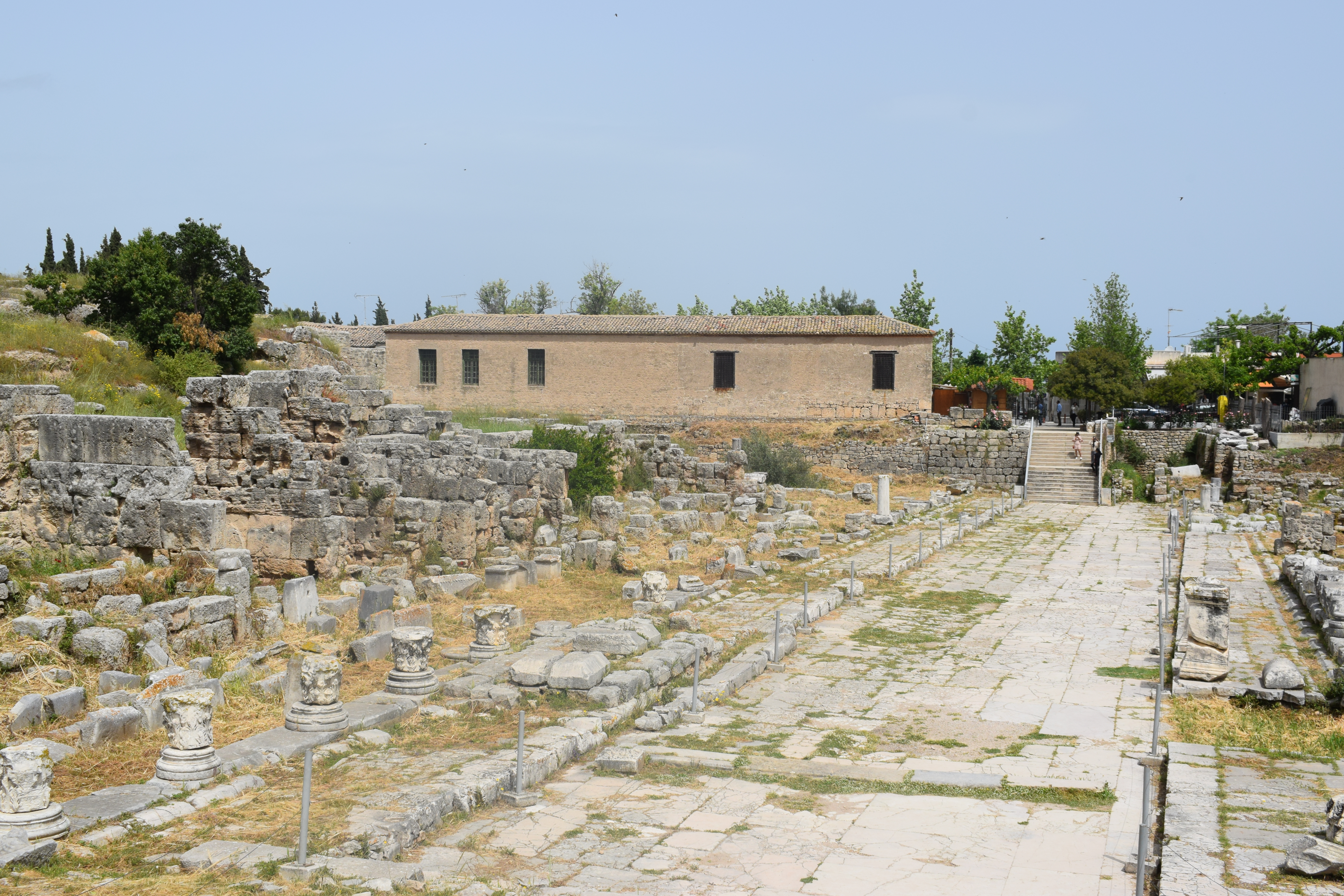
レカイオン通り（バシリカの遺構北側に旧博物館）

### レカイオン通りのバシリカ
レカイオン通りの西側に面し、アウグストゥス時代の紀元前1世紀末に建立されたが、2世紀中ごろに改築され、長径74メートル (243 ft)、短径27.5メートル (90 ft) に拡大された。列柱廊が主室の四方を囲み、バシリカの前庭には装飾を施した捕虜のファサード（英: Captives' Facade）が設けられた。

### ペイレーネーの泉

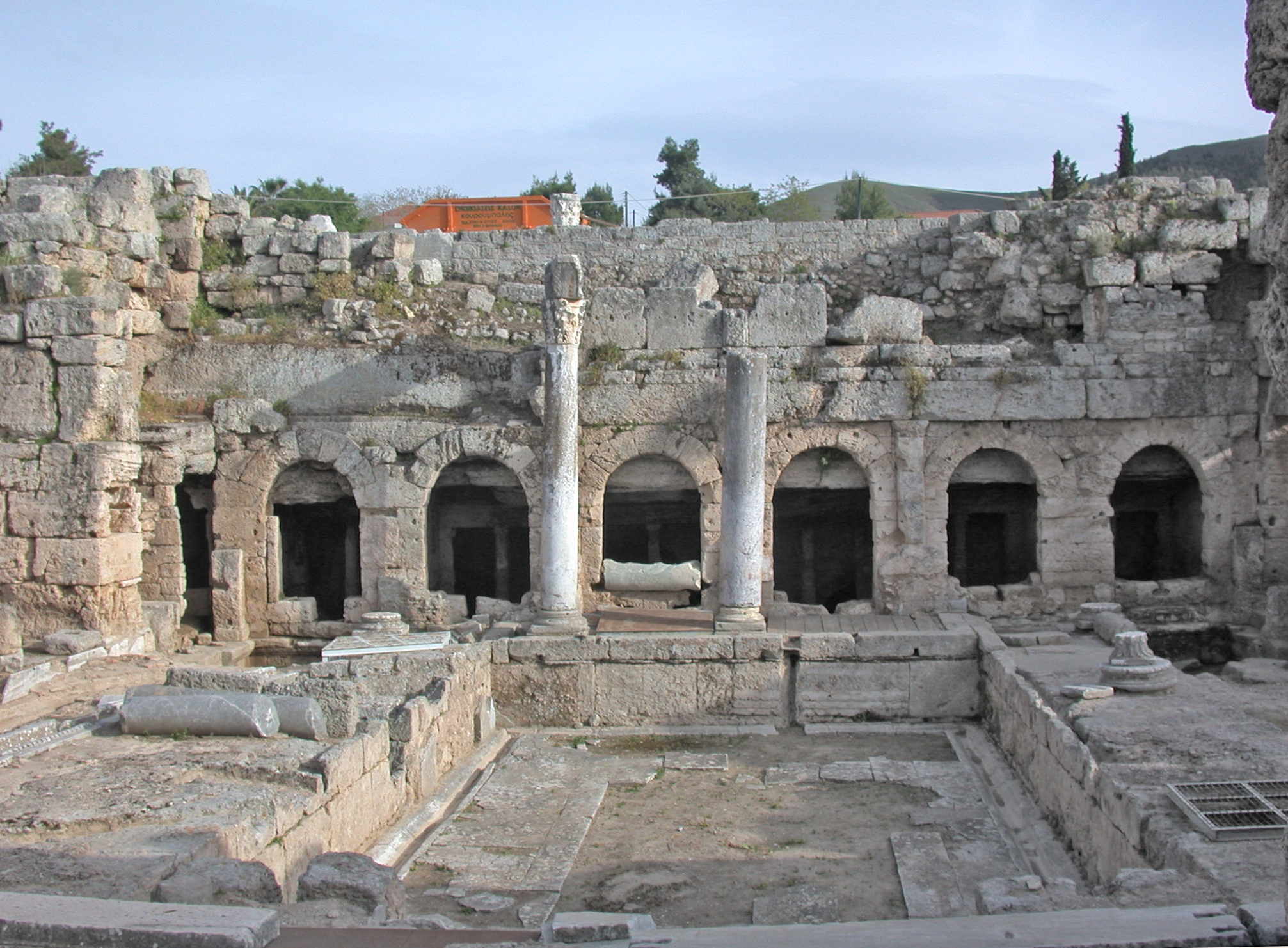
ペイレーネーの泉

ペイレーネーの泉（クレーネー）の造成は、アルカイック期の紀元前7世紀にさかのぼる。泉のくみ取り施設は次第に整備され、紀元前2世紀には6房室から3つの深い取水池に通じ、これらの取水池の水は、アゴラの地下深く掘られた水路により供給されていた。泉はローマの侵攻後放置されたが、ローマ時代すぐに再建された。
ローマ時代初期、正面（ファサード）の東西に壁が付加され、次いで正面をポロス石で覆い、かつての房室を囲むアーチ間にドーリス式半柱を加えた。そして2階はイオニア式半柱で装飾されたと推定される。その後、正面前の中庭の3方を壁面で囲み、この中庭の中央に長方形の泉場が建設された後、正面と中庭の表面を大理石で覆い、泉場の南端には基壇が構築された。パウサニアースは、この泉が白大理石で美化されていたことを伝えるが、その後間もなく、恐らくは富豪ヘロデス・アッティクスによってさらに豪華な構造物に修築された。
この泉の由来について、ある伝承によれば、ペイレーネーの息子の1人ケンクレイアースがアルテミスに誤って殺された際、泣き崩れ、涙のあまり泉と化してしまった（その涙が泉になった）といわれる。また、有翼の神馬ペーガソスがベレロポーンに手綱をつけられ、いら立って踏み付けた蹄の跡が泉の起源ともいわれる。

### グラウケーの泉

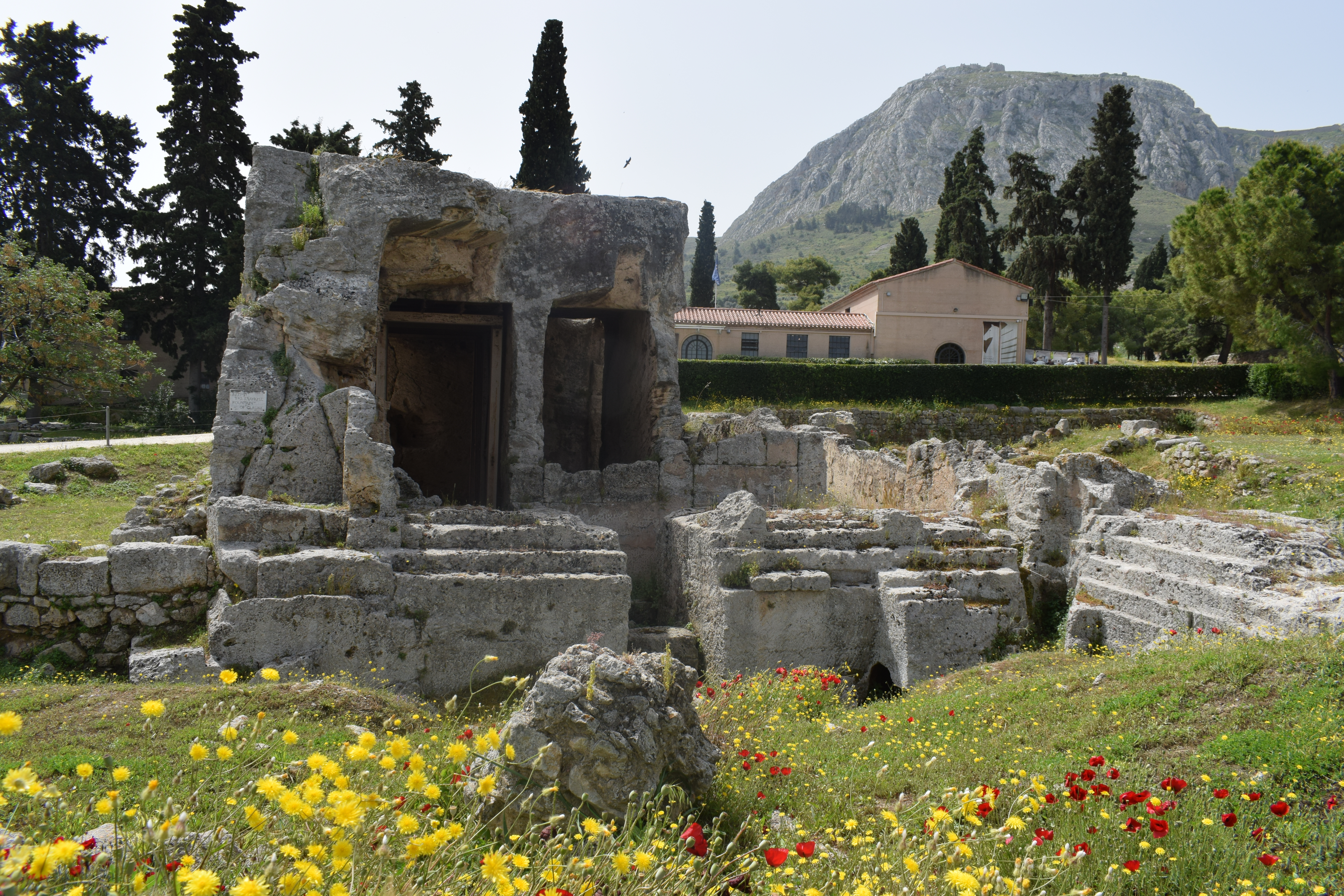
グラウケーの泉

グラウケーの泉は、周囲の基岩の掘削により形成された大きな石灰岩によるもので、南北約15メートル (49 ft)、東西14メートル (46 ft)、高さ7.5メートル (25 ft) の立方体をなし、南西に全長33メートル (108 ft) の貯水槽の延長部分が認められる。もともとアポローン神殿の段丘から西に伸びる稜線にあり、紀元前6世紀のアポローン神殿と同時代に構築されたといわれるが、残存する泉の遺構のいくつかの要素から、ヘレニズム時代あるいはローマ時代のものとも推定されている。このグラウケーの泉には、4つの大きな貯水槽とその北側に3つの水くみ用取水槽が設けられ、水は南方の水源から土器製のパイプにより供給されていた。
この泉の名称となるグラウケー（クレウーサ）は、コリントス王クレオーンの娘であり、英雄イアーソーンの2番目の妻となる際、先の王妃メーデイアが嫉妬し、毒を染み込ませた衣をグラウケーに贈った。グラウケーがこの衣を羽織ると火に焼かれ、それを逃れようと泉に身を投じたと伝えられる。

### 劇場

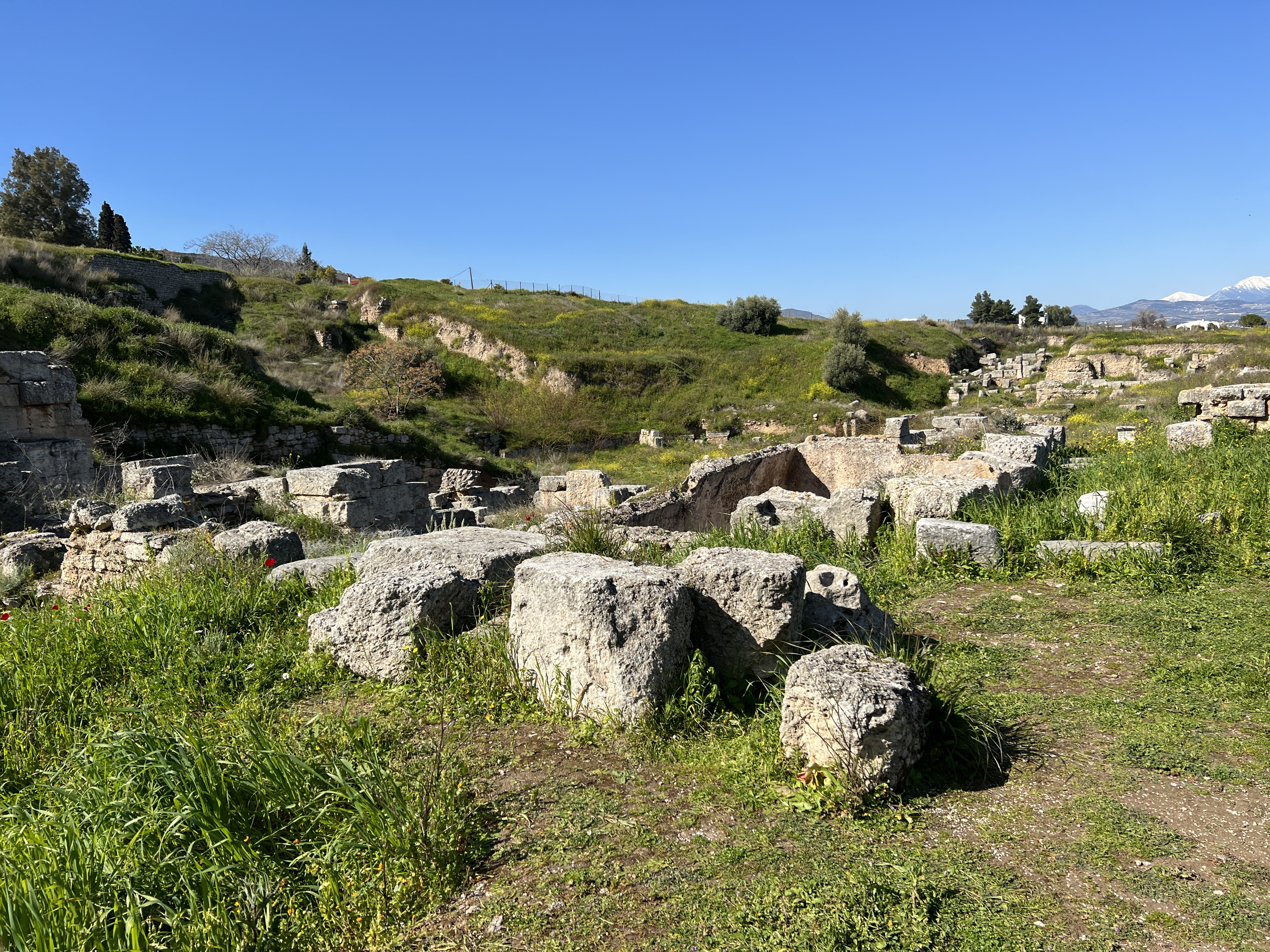
古代劇場の遺構

当初の劇場は紀元前5世紀後半にさかのぼり、斜面に座席が構築されたが舞台は木造であり、ヘレニズム時代（紀元前3世紀ごろ）に踊り場（オルケーストラ）や新たな舞台建築物が増設された。劇場はアウグストゥス時代の初期よりローマ風に改造され、2世紀には舞台正面に3階建ての建物（スカエナエ・フロンス）が構築された。しかしローマ時代後期（3世紀前半〈カラカラ（在位211-217年）の時代〉）に、劇場のオルケーストラは闘技場（アレーナ）に改変されて、下段の座席10列が切り取られ、高さ3.5メートル (11 ft) の隔壁が構築された。

### オデイオン

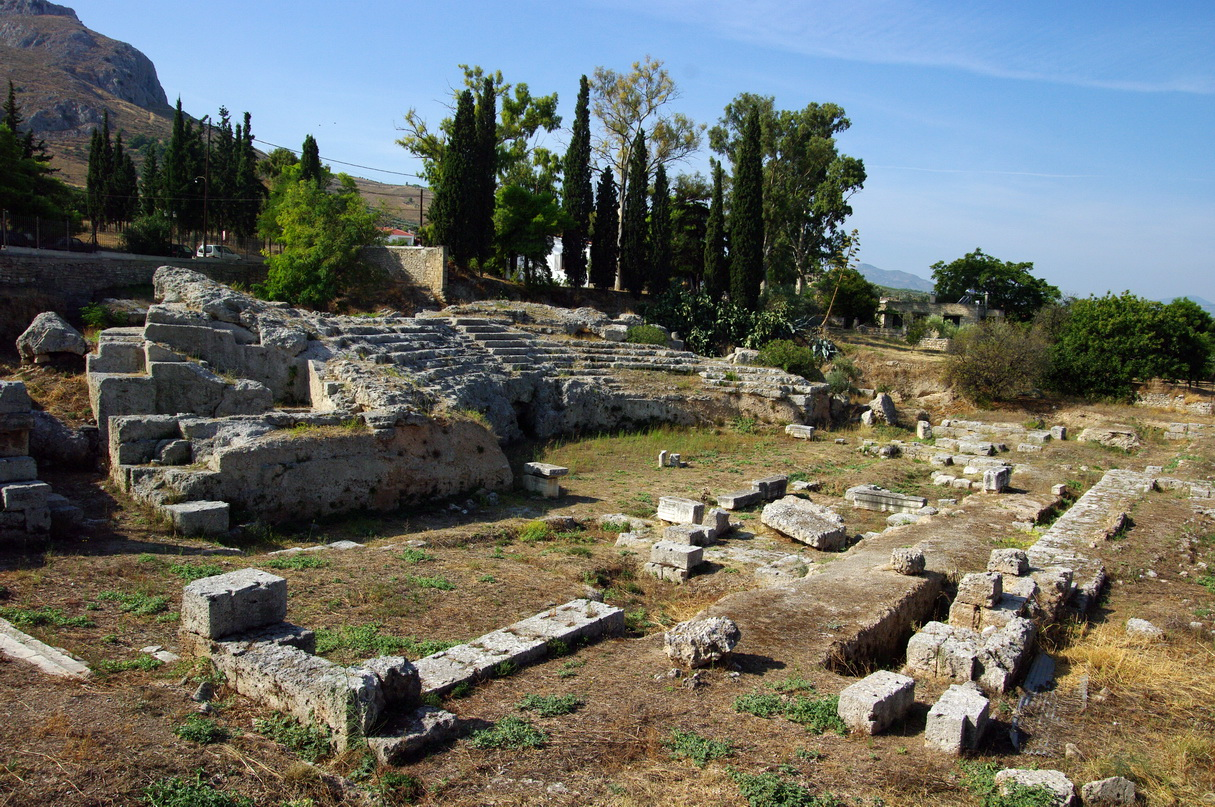
オデイオンの遺構

劇場の南側にあるオデイオンは、ローマ時代の1世紀後半、かつて石灰岩（ポロス石）を採石した場所に建設された。観客約3000人が収容可能であったとされ、2世紀中ごろ、ヘロデス・アッティクスの寄進により、大理石を用いて改築された。その後、3世紀初頭に火災により被災すると、225年ごろにオルケーストラ席の下段8列をなくして闘技場（アレーナ）に改造された。

## 周辺

### アスクレペイオン
アスクレーピオスの聖所。古代都市コリントスの北部、劇場の北約400メートル (1,300 ft) の北側の市壁に接する位置にあり、1929-1934年に発掘された。アポローン神殿の跡地に紀元前5世紀、アスクレーピオスの神殿が建立され、東正面に祭壇を備えた神域（テメノス）に囲壁（ペリボロス）が巡らされた。神殿の西側には病の治癒を求める参詣者の滞在するアバトン (abaton〈お籠もり堂〉) があり、その西側の食堂の下層に泉場（レルナ〈Lerna〉の泉）のある中庭（宴の間）を備えていた。

### アクロコリントス

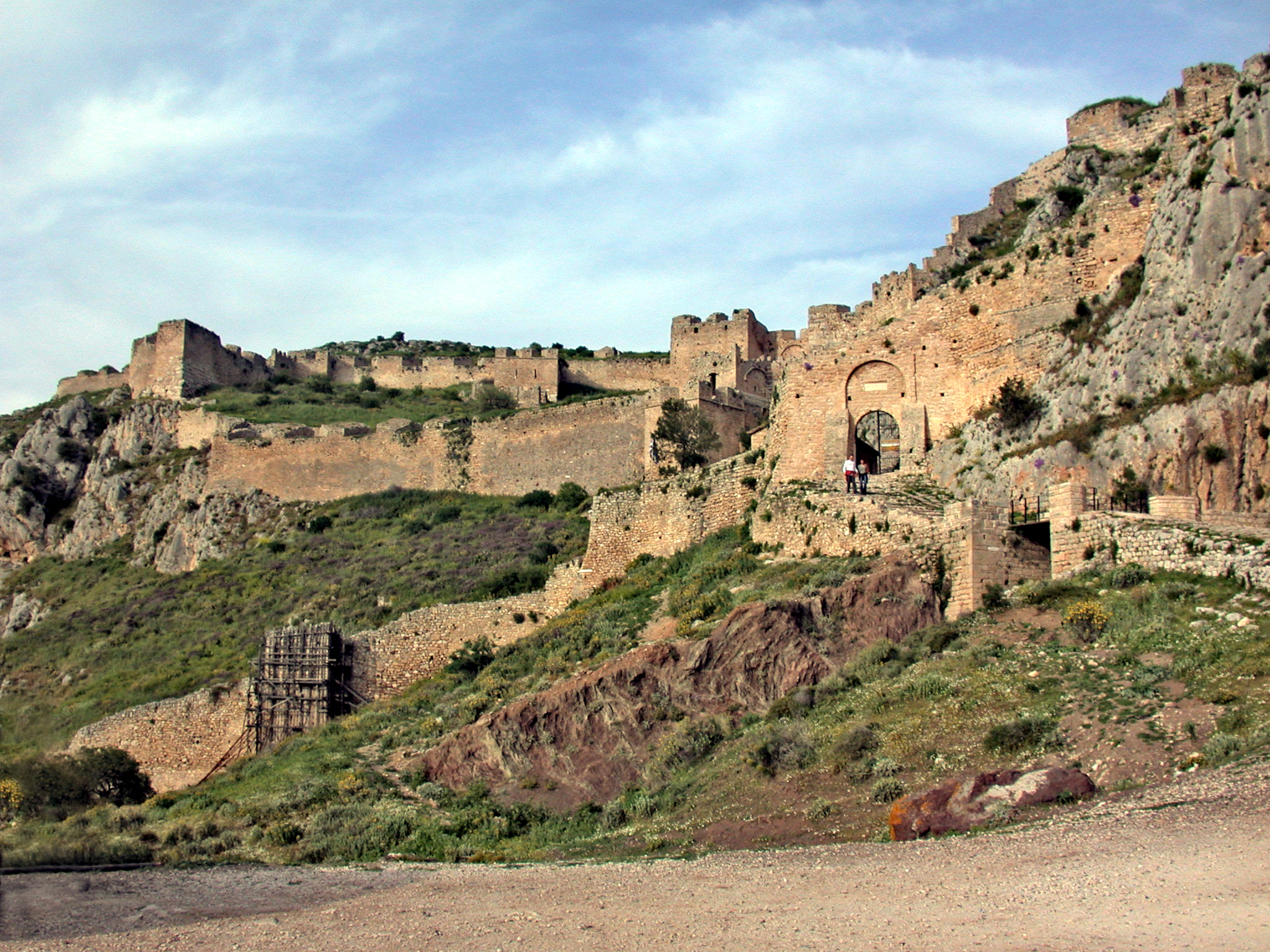
アクロコリントスの城郭

コリントスのアクロポリスであるアクロコリントスは、古代より要塞化され、少なくとも内門の一部に紀元前4世紀の壁が認められるが、今日見られる城塞は、主にビザンツ時代以降のものである。城郭内には、オスマン時代の集落の遺構があり、かつて山頂に存在したアプロディーテーの神殿は、教会（バシリカ）に改築された後、モスクに転用され、オスマンの再征服後にはアフメット3世のモスクが建立された。また、同じく城壁内の一角に、湧き水の泉（ペーゲー）のペイレーネーの泉がある。市内のペイレーネーの泉に対して「上のペイレーネー」（英: Upper Peirene Spring）と呼ばれ、ペイレーネーの泉の源泉とも捉えられていた。

### 古代港
古代コリントスは、2か所の主要港すなわちイオニア海側のコリントス湾（コリンティアコス湾）にレカイオン (Lechaion) 、エーゲ海側のサロニコス湾にケンクレアイ (Kenchreai〈ケクリエス〉) という古代港を有していた。
レカイオン
古代コリントスの北約2.5キロメートル (1.6 mi) のコリントス湾岸の砂地に構築された港で、ケンクレアイより古い。紀元前5世紀中ごろ、都市コリントスを結ぶ要路を防御するために幅1.2キロメートル (0.7 mi) の長壁（英: Long Walls、古希: Μακρὰ Τείχη）が築かれていた。
ケンクレアイ
古代コリントスの東のサロニコス湾に築かれた港で、古典期（紀元前480-323年）には要港として機能していた。北と南に突堤があったが、北突堤は水没し、南突堤の遺構も付け根の部分以外は水面下に没している。使徒パウロも寄港し（使徒18章18節）、早くから教会があったことも知られる（ローマ16章1節）。